# فحص صحي
كَان برنامجٌ تُديره مُؤسَسة القَلب والسَكتة الدِماغية في كندا. أُنشئ البِرنامج لأولِ مَرة في عام 1999، سَمحَ للمنتجاتِ الغذائيةِ التي تُلبي المَبادئ التَوجيهية الغِذائية المُحددة سَلفًا ليَتم تَسْويقها باستخدامِ خَتْمِ التَحَقُق الصِحي، وتَحديد المُنتج على النحوِ الذي أَقرته مُؤسسة القلب والجلطة.
كان يطلب من الموزعين والمطاعم دفع رسوم لمؤسسة Heart and Stroke Foundation لترخيص الشعار.
تَم إيقاف بِرنامج Health Check في عام 2014،  تم انتقاد البِرنامج مِن قِبلِ الأُستاذ الجَامعي بجامعةِ «أوتاوا يوني فرايدهوف» لاعتِمَادُه المُنتجاتِ ذاتِ المُحتوى العَالي مِن السكر والصوديوم على اعتبارِ أَنه خِياراتٍ صحيةٍ.

## المعايير
يَجِبْ أَن تَتوافق المُنتجات المُؤهِلة للحصولِ على رَمزِ التَحَقُق الصِحي مَع مَعايير العَناصِر الغِذائية للفئةِ: يَتم تَحْديد كِمية العَناصر الغِذائية المَطلوبة مِن دَليل كَندا الغِذائي.
- دهن الكُلية
- دهن مشبع
- دهن تقابلي
- ليف
- صوديوم
- سكر
- بروتين
- فيتامين ومعدن[3]

وبشكلٍ أكثرَ تحديدًا، تَعْتَمِد المَعايير على المُغذيات التي يَجب على الكنديين دَمجها في نِظامهم الغذائي مِثل الألياف والفيتامينات، وكذلك تلكَ التي يَجبُ أَن يتناولوها أن تكون أقل من هذه: الصُوديوم والدهون والسكر).
وتَنقسِم عَناصرُ البِقالة إلى فِئاتٍ تَتعلق بالمجموعاتِ الغذائيةِ الكنديةِ للدليلِ الغذائي والتي تشملُ: الخُضراوات والفواكه ومُنتجات الحُبوب والحَليب والبدائل واللحوم والبدائل بالإضافة إلى الزيوتِ والدهونِ.
هُناكَ أيضًا فِئة للأغذية التي تَضُم أكثر مِن واحدٍ مِن هذه تُسمى الأغذية المُختلطة
. يَحتوي مَوقع Health Check على قَائمةٍ مِن المَعايير الخَاصة بالمنتجاتِ، وتتضمن بعض الأمثلة:

### الخضاروالفاكهة
يَجب أَن يَكون عصير:
- مَصنوعة مِن عَصيرِ فواكه 100% بِدون سُكر مُضاف
- مِن مصدرٍ مُمتاز لفيتامين سي (50٪) أو فيتامين ألف (25٪) أو الحمض الفوليك (25٪) أو مصدر ليف (2 جرام)
- خضار المجمدة والمعلبة،
- سَواء مُحنك أو مُملح، يَجب أَن يَكون لا يَزيد عَن 240 ملليغرام مِن صوديوم
- لا يَزيد عن ثلاثة غرامات مِن دهن

### مُنتجات الحُبوب
يَجب أَن تَحتوي محصول حبوب الإفطار على:
- لا يزيد عَن ثَلاثةِ غِرامات مِن دهن
- مَا لا يَقل عَن اثنين غرام من ليف
- لا يزيد عن 240 ملليغرام مِن صوديوم
- لا يزيد عن ستة جِرامات مِن سكر (باستثناءِ السُكريات مِن قِطع الفاكهة) إلا إِذا كَان هُناك أَربعة جِرامات أو أكثر مِن ليف
- لا يَزيد عَن خَمسة في المئة من دهن الكُلية مِن دهن تقابلي

### الحليب والبدائل
يَجب أن يَكون لدى زبادي:
- لا يَزيد عَن اثنين في المئة من دهن
- على الأقل خمسة عشر في المائة من كالسيوم اليَومي المُوصى بِه
- لا يزيد عن 140 ملليغرام مِن صوديوم
- ولا مزيد من سكر

### اللحوم والبدائل
- لا يُضاف للحم والبَدائل يَجب أَن تَحتوي لحم أو دواجن على:
- ليسَ أكثر مِن عَشرة في المئة من دهن
- لا يُوجد مِلح أو صوديوم
- ليس أكثر من خمسةِ في المئة مِن دهن من دهن تقابلي

تَقوم شَركة مُستقلة بشكلٍ عشوائي بتقييم البُنود، على أساسٍ سنوي، لضمانِ أَن المُنتجات تَستوفي بالفعلِ المَعايير.

## النقد
ولقد تم انتقاد بِرنامج Health Check لإقراره مُضللاً للمنتجاتِ غير الصِحية.
كان خبير السِمنة وأستاذ مُساعد بجامعة أوتاواا «الدكتور يُوني فريدهوف »من أبرز مُنتقدي البِرنامج، بَعد أَن اِنتقده لتَصديقه على المُنتجات ذَات المُحتوى العالي مِن السُكر والصوديوم.
في عام 2012، انتُقد تَصديق البِرنامج عَلى المُنتجات مِن سِلسلة بِرغر الوجباتِ السَريعة الكندية«هارفيز» مَع الختم. في حينِ تَم اعتماده لمُحتويات البروتين والخضار واستخدام الكَعك مُتعدد الحُبوب، أشار فريهوف إلى أن الخضار المشوي المسلوق وبرغر الدجاج المشوي يَحتوي على التوالي على 930 و 950 ملغ مِن الصُوديوم، «تقريبا نِصف الكمية اليومية الموصى بها.» [في السَنة التالية، انتقد البِرنامج لاعتماد مُنتج Fruit-Bites لـ Fruit source من Sun-Rype على الرغم مِن مُحتواه العَالي مِن السُكر. وقال إِن «استغلال ثِقة الجُمهور لبيعِ الحَلوى للأطفالِ تحت غِطاءِ الفاكهة ليس هو ما يُفترض أَن تَقوم به مُؤسسة القَلب والسَكتة الدِماغية.» كَانت هذه القَضايا عَاملًا في إيقافِ البِرنامج في عام 2014.
ورَأى مُدير البرنامج تيري دين أَن نَموذج الفحص الصِحي أَصبح قديمًا وأَنه «لمْ يَسمح لنا فقط بالحصولِ على البَصمةِ التي نَحتاجُها».
وذَكر أَن مُؤسسة القَلب والسَكتة الدِماغية سَتُحوِل تركيزها نَحوَ الدعوة «الأوسع» على مُستوى الشَركات والحُكومة.